# Allantodia heterocarpa
Allantodia heterocarpa là một loài thực vật có mạch trong họ Woodsiaceae. Loài này được (Ching) Ching miêu tả khoa học đầu tiên năm 1964.